# السعودية في كأس الخليج العربي 2002
تعرضُ هذه المقالة مُشاركة المنتخب السّعُوديّ في كأس الخليج العربي 2002، التي عُقِدَت في السعودية من 16 إلى 30 يناير سنة 2002.
حقّق المُنتخب السّعُودي الكأس الثّانية في تاريخه، بعد أن فاز بأربع مُباريات وتعادل مُباراة واحدة.

## المُنافسة

### المَجمُوعة
| فريق                     | لعب | ف | ت | خ | له | عليه | ف.أ | نقاط |
| ------------------------ | --- | - | - | - | -- | ---- | --- | ---- |
| السعودية                 | 5   | 4 | 1 | 0 | 10 | 3    | +7  | 13   |
| قطر                      | 5   | 4 | 0 | 1 | 7  | 4    | +3  | 12   |
| الكويت                   | 5   | 1 | 2 | 2 | 4  | 6    | −2  | 5    |
| البحرين                  | 5   | 1 | 2 | 2 | 4  | 6    | −2  | 5    |
| عمان                     | 5   | 1 | 1 | 3 | 5  | 7    | −2  | 4    |
| الإمارات العربية المتحدة | 5   | 1 | 0 | 4 | 3  | 7    | −4  | 3    |

### المُبَاريات

#### السعودية ضد الكويت
| الكويت       | 1-1 | السعودية    |
| ------------ | --- | ----------- |
| جاسم الهويدي |     | سامي الجابر |

#### السعودية ضد البحرين
| السعودية                                  | 1-3 | البحرين   |
| ----------------------------------------- | --- | --------- |
| الحسن اليامي · الحسن اليامي · سامي الجابر |     | راشد جمال |

#### السعودية ضد الإمارات العربية المتحدة
| السعودية         | 0-1 | الإمارات العربية المتحدة |
| ---------------- | --- | ------------------------ |
| عبد الله الجمعان |     |                          |

#### السعودية ضد عمان
| السعودية                        | 0-2 | عمان |
| ------------------------------- | --- | ---- |
| الحسن اليامي · عبد الله الجمعان |     |      |

#### السعودية ضد قطر
| السعودية                                      | 1-3 | قطر        |
| --------------------------------------------- | --- | ---------- |
| عبد الله الجمعان · صالح المحمدي · طلال المشعل |     | أحمد خليفة |

## مَرَاجِع
1. ↑  "الموقع الدائم لكأس الخليج العربي". مؤرشف من الأصل في 29 ديسمبر 2017. اطلع عليه بتاريخ 4 فبراير 2018.

## وَصَلات خَارِجِيَّة
- المَوقِع الرَّسمي لِلبُطولة بالعربيّة
- RSSSF site